# Obština Čuprene
Obština Čuprene (bulharsky Община Чупрене) je bulharská jednotka územní samosprávy ve Vidinské oblasti. Leží v severozápadním cípu Bulharska u hranic se Srbskem. Sídlem obštiny je ves Čuprene, kromě ní zahrnuje obština 7 vesnic. Žije zde okolo 2 tisíc stálých obyvatel.

## Sídla
| - Čuprene (sídlo správy) - Dolni Lom - Gorni Lom | - Protopopinci - Repljana - Sredogriv | - Tărgovište - Vărbovo |

## Sousední obštiny
| Růžice kompasu | Belogradčik     | Dimovo   | Ružinci | Růžice kompasu |
| Růžice kompasu | Sever           |          |         | Růžice kompasu |
| Růžice kompasu | Obština Čuprene |          |         | Růžice kompasu |
| Růžice kompasu | Jih             |          |         | Růžice kompasu |
| Růžice kompasu |                 | Čiprovci |         | Růžice kompasu |

## Obyvatelstvo
V obštině žije 1 599 stálých obyvatel a včetně přechodně hlášených obyvatel 1 851. Podle sčítáni 1. února 2011 bylo národnostní složení následující:
- Bulhaři: 1 573 (84.0 %)
- Romové: 300 (16.0 %)